# A Nemzetközi Kémiai Diákolimpiák magyar versenyzői
Ez a lista a Nemzetközi Kémiai Diákolimpiák magyar versenyzőit sorolja fel.

## A magyar versenyzők eredményei a diákolimpiák (fordított) időrendi sorrendjében
57. Dubaj, Egyesült Arab Emírségek (2025) – 354 versenyző
- Erdélyi Kata, (Budapest, Fazekas Mihály Gimnázium), 43. helyezés (ezüstérem)
- Viczkó Csaba, (Budapest, Apáczai Csere János Gimnázium), 59. helyezés (ezüstérem)
- Biró Artúr, (Budapest, Apáczai Csere János Gimnázium), 98. helyezés (ezüstérem)
- Elek János, (Szeged, Radnóti Miklós Gimnázium), 131. helyezés (bronzérem)

56. Rijád, Szaúd-Arábia (2024) – 327 versenyző
- Viczkó Csaba, (Budapest, Apáczai Csere János Gimnázium), 50. helyezés (ezüstérem)
- Éger Viktória Bernadett, (Budapest, Apáczai Csere János Gimnázium), 78. helyezés (ezüstérem)
- Perényi Attila, (Budapest, Szilágyi Erzsébet Gimnázium), 121. helyezés (bronzérem)
- Erdélyi Kata, (Budapest, Fazekas Mihály Gimnázium), 137. helyezés (bronzérem)

55. Zürich, Svájc (2023) – 348 versenyző
- Szabó Márton, (Szeghalom, Péter András Gimnázium), 9. helyezés (aranyérem)
- Papp Marcell Imre, (Budapest, Apáczai Csere János Gimnázium), 48. helyezés (ezüstérem)
- Viczián Dániel, (Szeged, Radnóti Miklós Gimnázium), 58. helyezés (ezüstérem)
- Nemeskéri Dániel, (Budapest, Apáczai Csere János Gimnázium), 81. helyezés (ezüstérem)
- Vecsernyés-Handl Ráhel, (Kismarton, BRG Eisenstadt), 119. helyezés (bronzérem)

54. Tiencsin, Kína (2022) online – 323 versenyző
- Szabó Márton, (Szeghalom, Péter András Gimnázium), 54. helyezés (ezüstérem)
- Saracco Lucio, (Budapest, Apáczai Csere János Gimnázium), 95. helyezés (ezüstérem)
- Nemeskéri Dániel, (Budapest, Apáczai Csere János Gimnázium), 103. helyezés (ezüstérem)
- Papp Marcell Imre, (Budapest, Apáczai Csere János Gimnázium), 147. helyezés (bronzérem)

53. Oszaka, Japán (2021) online – 312 versenyző
- Benkő Dávid, (Budapest, Fazekas Mihály Gimnázium), (ezüstérem)
- Saracco Lucio, (Budapest, Apáczai Csere János Gimnázium), (ezüstérem)
- Babcsányi István, (Budapest, Fazekas Mihály Gimnázium), (bronzérem)
- Sajósi Benedek, (Budapest, Apáczai Csere János Gimnázium), (bronzérem)

52. Isztambul, Törökország (2020) online – 231 versenyző
- Benkő Dávid, (Budapest, Fazekas Mihály Gimnázium), 82.69 pont, 49. helyezés (ezüstérem)
- Ficsór István, (Kecskemét, Református Gimnázium), 70.62 pont, 91. helyezés (bronzérem)
- Fajszi Bulcsú, (Budapest, Fazekas Mihály Gimnázium), 61.77 pont, 117. helyezés (bronzérem)
- Garamvölgyi István, (Kecskemét, Katona József Gimnázium), 56.08 pont, 142. helyezés (bronzérem)

51. Párizs, Franciaország (2019) – 309 versenyző
- Kapdos Ádám, (Debrecen, Fazekas Mihály Gimnázium), (ezüstérem)
- Mészáros Bence, (Budapest, Szent István Gimnázium), (ezüstérem)
- Juhász Benedek, (Budapest, Apáczai Csere János Gimnázium), (bronzérem)
- Kozák András, (Budapest, Apáczai Csere János Gimnázium), (bronzérem)

50. Pozsony és Prága, Szlovákia és Csehország (2018) – 300 versenyző
- Sajgó Mátyás, (Miskolc, Földes Ferenc Gimnázium), (aranyérem)
- Botlik Bence Béla, (Budapest, Apáczai Csere János Gimnázium), (ezüstérem)
- Arany Eszter, (Veszprém, Lovassy László Gimnázium), (bronzérem)
- Czakó Áron, (Nyíregyháza, Krúdy Gyula Gimnázium), (bronzérem)

49. Nakhom Pathom, Thaiföld (2017) – 297 versenyző
- Botlik Bence Béla, (Budapest, Apáczai Csere János Gimnázium), (ezüstérem)
- Kalapos Péter, (Budapest, Trefort Ágoston Gimnázium), (ezüstérem)
- Sajgó Mátyás, (Miskolc, Földes Ferenc Gimnázium), (ezüstérem)
- Turi Soma, (Budapest, Apáczai Csere János Gimnázium), (ezüstérem)

48. Tbiliszi, Grúzia (2016) – 264 versenyző
- Kovács Dávid Péter, (Budapest, Szent István Gimnázium), (ezüstérem)
- Perez-Lopez Áron, (Budapest, Apáczai Csere János Gimnázium), (ezüstérem)
- Stenczel Tamás Károly, (Gödöllő, Török Ignác Gimnázium), (ezüstérem)
- Turi Soma, (Budapest, Apáczai Csere János Gimnázium), (ezüstérem)

47. Baku, Azerbajdzsán (2015) – 290 versenyző
- Kovács Dávid Péter, (Budapest, Szent István Gimnázium), (aranyérem)
- Perez-Lopez Áron, (Budapest, Apáczai Csere János Gimnázium), (ezüstérem)
- Stenczel Tamás Károly, (Gödöllő, Török Ignác Gimnázium), (bronzérem)
- Vörös Zoltán János, (Tiszavasvári, Váci Mihály Gimnázium)

46. Hanoi, Vietnam (2014) – 293 versenyző
- Angyal Péter, (Székesfehérvár, Ciszterci Szent István Gimnázium), (ezüstérem)
- Borsik Gábor, (Budapest, Apáczai Csere János Gimnázium), (ezüstérem)
- Forman Ferenc, (Budapest, Radnóti Miklós Gimnázium), (ezüstérem)
- Sütö Péter, (Budapest, Szent István Gimnázium), (bronzérem)

45. Moszkva, Oroszország (2013) – 291 versenyző
- Sályi Gergő, (Budapest, Apáczai Csere János Gimnázium), 6. helyezés (aranyérem)
- Székely Eszter, (Budapest, Fazekas Mihály Gimnázium), (aranyérem)
- Bolgár Péter, (Tiszaújváros, Eötvös József Gimnázium), (ezüstérem)
- Czipó Bence, (Budapest, Fazekas Mihály Gimnázium), (ezüstérem)

44. Washington, Amerikai Egyesült Államok (2012) – 283 versenyző
- Berta Dénes, (Budapest, Apáczai Csere János Gimnázium), (ezüstérem)
- Bolgár Péter, (Tiszaújváros, Eötvös József Gimnázium), (ezüstérem)
- Sályi Gergő, (Budapest, Apáczai Csere János Gimnázium), (ezüstérem)
- Zwillinger Márton, (Miskolc, Földes Ferenc Gimnázium), (ezüstérem)

43. Ankara, Törökország (2011) – 269 versenyző
- Sályi Gergő, (Budapest, Apáczai Csere János Gimnázium), 5. helyezés (aranyérem)
- Sveiczer Attila, (Budapest, Eötvös József Gimnázium), 37. helyezés (ezüstérem)
- Pós Eszter Sarolta, (Budapest, Radnóti Miklós Gimnázium), 39. helyezés (ezüstérem)
- Batki Bálint, (Budapest, Apáczai Csere János Gimnázium), 98. helyezés (bronzérem)

42. Tokió, Japán (2010) – 267 versenyző
- Najbauer Eszter Éva, (Pécs, Ciszterci Rend Nagy Lajos Gimnáziuma), (aranyérem)
- Somlyay Máté, (Budapest, Apáczai Csere János Gimnázium), (aranyérem)
- Sveiczer Attila, (Budapest, Eötvös József Gimnázium), (ezüstérem)
- Szigetvári Áron, (Budapest, Fazekas Mihály Gimnázium), (ezüstérem)

41. Cambridge, Egyesült Királyság (2009) – 250 versenyző
- Batki Júlia, (Budapest, Apáczai Csere János Gimnázium), (aranyérem)
- Katona Dávid, (Budapest, Apáczai Csere János Gimnázium), (ezüstérem)
- Zsótér Soma, (Budapest, Apáczai Csere János Gimnázium), (ezüstérem)
- Vörös Tamás, (Budapest, Apáczai Csere János Gimnázium), (bronzérem)

40. Budapest, Magyarország (2008) – 257 versenyző
- Sarka János, (Debrecen, Tóth Árpád Gimnázium), (aranyérem)
- Batki Júlia, (Budapest, Apáczai Csere János Gimnázium), (ezüstérem)
- Kovács Bertalan, (Budapest, Németh László Gimnázium), (ezüstérem)
- Vörös Tamás, (Budapest, Apáczai Csere János Gimnázium), (ezüstérem)

39. Moszkva, Oroszország (2007) – 256 versenyző
- Pálfy Gyula, (Budapest, Fazekas Mihály Gimnázium), 58 pont (aranyérem)
- Balázs Bálint, (Budapest, Árpád Gimnázium), 46 pont (ezüstérem)
- Lovas Attila, (Budapest, Apáczai Csere János Gimnázium), 53 pont (ezüstérem)
- Sárkány Lőrinc, (Szeged, Radnóti Miklós Gimnázium), 50 pont (ezüstérem)

38. Gyeongsan, Dél-Korea (2006) – 254 versenyző
- Pálfy Gyula, (Budapest, Fazekas Mihály Gimnázium), 63.11 pont, 58. helyezés (ezüstérem)
- Vass Márton, (Budapest, Eötvös József Gimnázium), 60.71 pont, 68. helyezés (ezüstérem)
- Sárkány Lőrinc, (Szeged, Radnóti Miklós Gimnázium), 55.47 pont, 87. helyezés (bronzérem)
- Nagy Péter, (Szolnok, Verseghy Ferenc Gimnázium), 52.5 pont, 102. helyezés (bronzérem)

37. Tajpej, Tajvan (2005) – 236 versenyző
- Kiss Péter, (Budapest, Apáczai Csere János Gimnázium, 12. o.), (aranyérem)
- Bazsó Gábor, (Szolnok, Verseghy Ferenc Gimnázium), (bronzérem)
- Halász Gábor, (Budapest, Radnóti Miklós Gimnázium, 11. o.), (bronzérem)
- Pálfy Gyula, (Budapest, Fazekas Mihály Gimnázium), (bronzérem)

36. Kiel, Németország (2004) – 233 versenyző
- Kiss Péter, (Budapest, Apáczai Csere János Gimnázium, 11. o.), 15. helyezés (aranyérem)
- Gőgh Attila, (Budapest, Apáczai Csere János Gimnázium), 28. helyezés (aranyérem)
- Vass Márton, (Budapest, Eötvös József Gimnázium), 44. helyezés (ezüstérem)
- Kramarics Áron, (Zalaegerszeg, Zrínyi Miklós Gimnázium), 149. helyezés (bronzérem)

35. Athén, Görögország (2003) – 232 versenyző
- Lakatos Szilvia, (Szolnok, Varga Katalin Gimnázium), 14. helyezés (aranyérem)
- Gőgh Attila, (Budapest, Apáczai Csere János Gimnázium), 24. helyezés (aranyérem)
- Komáromy Dávid, (Budapest, Radnóti Miklós Gimnázium), (bronzérem)
- Kiss Péter, (Budapest, Apáczai Csere János Gimnázium, 10. o.), (dicséret)

34. Groningen, Hollandia (2002) – 225 versenyző
- Szalay Zsófia, (Budapest, Szent István Gimnázium), 14. helyezés (aranyérem)
- Bein Márton, (Budapest, Árpád Gimnázium), 32. helyezés (ezüstérem)
- Parázs Dávid, (Miskolc, Földes Ferenc Gimnázium), 86. helyezés (bronzérem)
- Balogh János, (Kaposvár, Táncsics Mihály Gimnázium), 108. helyezés (bronzérem)

33. Mumbai, India (2001) – 210 versenyző
- Mátyus Edit, (Budapest, Apáczai Csere János Gimnázium), 72.88 pont (ezüstérem)
- Bartók Albert, (Budapest, Apáczai Csere János Gimnázium), 71.44 pont (ezüstérem)
- Varga Szilárd, (Szentgotthárd, Vörösmarty Mihály Gimnázium), 69.81 pont (ezüstérem)
- Toka László, (Budapest, Apáczai Csere János Gimnázium), 56.91 pont (bronzérem)

32. Koppenhága, Dánia (2000) – 208 versenyző
- Gengeliczki Zsolt, (Ócsa, Bolyai János Gimnázium), 85.202 pont, 8. helyezés (aranyérem)
- Rokob András, (Miskolc, Földes Ferenc Gimnázium), 84.992 pont, 9. helyezés (aranyérem)
- Mátyus Edit, (Budapest, Apáczai Csere János Gimnázium), 75.494 pont, 41. helyezés (ezüstérem)
- Madarász Ádám, (Budapest, Apáczai Csere János Gimnázium), 73.586 pont, 58. helyezés (ezüstérem)

31. Bangkok, Thaiföld (1999) – 196 versenyző
- Rokob András, (Miskolc, Földes Ferenc Gimnázium), 84.163 pont, 15. helyezés (aranyérem)
- Pál András, (Budapest, Eötvös József Gimnázium), 82.801 pont, 18. helyezés (aranyérem)
- Czakó Gábor, (Szeged, Radnóti Miklós Gimnázium), 80.335 pont, 24. helyezés (ezüstérem)
- Madarász Ádám, (Budapest, Apáczai Csere János Gimnázium), 70.816 pont, 61. helyezés (ezüstérem)

30. Melbourne, Ausztrália (1998) – 184 versenyző
- Kőhalmi Dóra, (Zalaegerszeg, Zrínyi Miklós Gimnázium), 89.96 pont, 11. helyezés (aranyérem)
- Csékei Márton, (Pécs, Ciszterci rend Nagy Lajos Gimnáziuma), 88.64 pont, 19. helyezés (aranyérem)
- Pálfi Villő, (Budapest, Apáczai Csere János Gimnázium), 88.46 pont, 21. helyezés (aranyérem)
- Pusztai Zoltán, (Veszprém, Lovassy László Gimnázium), 77.90 pont, 73. helyezés (bronzérem)

29. Montreal, Kanada (1997) – 184 versenyző
- Kis Gergely, (Budapest, Apáczai Csere János Gimnázium), 78.5 pont, 7. helyezés (aranyérem)
- Bődi András, (Budapest, Apáczai Csere János Gimnázium), 77.75 pont, 9. helyezés (aranyérem)
- Pálfi Villő, (Budapest, Apáczai Csere János Gimnázium), 67.00 pont, 46. helyezés (ezüstérem)
- Szita István, (Körmend, Kölcsey Ferenc Gimnázium), 65.00 pont, 58. helyezés (bronzérem)

28. Moszkva, Oroszország (1996) – 175 versenyző
- Kis Gergely, (Budapest, Apáczai Csere János Gimnázium), 78.341 pont, 25. helyezés (ezüstérem)
- Sánta Zsuzsa, (Budapest, Fazekas Mihály Gimnázium), 72.297 pont, 40. helyezés (ezüstérem)
- Nagymáté Emese, (Budapest, Eötvös József Gimnázium), 71.528 pont, 44. helyezés (ezüstérem)
- Szita István, (Körmend, Kölcsey Ferenc Gimnázium), 67.939 pont, 58. helyezés (ezüstérem)

27. Peking, Kína (1995) – 163 versenyző
- Rosta Edina, (Érd, Vörösmarty Mihály Gimnázium), 82.294 pont, 19. helyezés (aranyérem)
- Bunkóczi Gábor, (Budapest, Fazekas Mihály Gimnázium), 73.121 pont, 55. helyezés (ezüstérem)
- Szekeres Zsolt, (Budapest, Apáczai Csere János Gimnázium), 70.835 pont, 62. helyezés (bronzérem)
- Nagymáté Emese, (Budapest, Eötvös József Gimnázium), 67.835 pont, 79. helyezés (bronzérem)

26. Oslo, Norvégia (1994) – 157 versenyző
- Perger Tamás, (Érd, Vörösmarty Mihály Gimnázium), 77.178 pont (ezüstérem)
- Rosta Edina, (Érd, Vörösmarty Mihály Gimnázium), 76.276 pont (ezüstérem)
- Molnár Gábor, (Budapest, Apáczai Csere János Gimnázium), 71,23 pont (bronzérem)
- Kós Gábor, (Miskolc, Földes Ferenc Gimnázium), 64.591 pont (bronzérem)

25. Perugia, Olaszország (1993) – 148 versenyző
- Fónagy Tamás, (Budapest, Apáczai Csere János Gimnázium), 83.5 pont, 1. helyezés (aranyérem)
- Gerencsér Ákos, (Budapest, Apáczai Csere János Gimnázium), 76.5 pont (aranyérem)
- Tarczay György, (Budapest, Apáczai Csere János Gimnázium), 63.5 pont (bronzérem)
- Szakács Zoltán, (Monor, József Attila Gimnázium), 58.0 pont (bronzérem)

24. Pittsburgh, Washington, Amerikai Egyesült Államok (1992) – 131 versenyző
- Sztáray Bálint, (Budapest, Apáczai Csere János Gimnázium), 131 pont, 8. helyezés (aranyérem)
- Lente Gábor, (Eger, Gárdonyi Géza Gimnázium), 127.5 pont, 18. helyezés (ezüstérem)
- Gerencsér Ákos, (Budapest, Apáczai Csere János Gimnázium), 127.25 pont, 22. helyezés (ezüstérem)
- Sziklai Gábor, (Sárospatak, Református Gimnázium), 124.5 pont, 29. helyezés (ezüstérem)

23. Łódź, Lengyelország (1991) – 118 versenyző
- Virág István, (Ócsa, Bolyai János Gimnázium), 93.75 pont, 3. helyezés (aranyérem)
- Nemes Attila, (Debrecen, Tóth Árpád Gimnázium), 84.25 pont, 18. helyezés (ezüstérem)
- Sziklai Gábor, (Sárospatak, Református Gimnázium), 84.00 pont, 20. helyezés (ezüstérem)
- Drahos László, (Ócsa, Bolyai János Gimnázium), 78.25 pont, 33. helyezés (ezüstérem)

22. Párizs, Franciaország (1990) – 112 versenyző
- Kóczán György, (Pécs, Nagy Lajos Gimnázium), 68.25 pont, 9. helyezés (aranyérem)
- Virág István, (Ócsa, Bolyai János Gimnázium), 57.25 pont, 33. helyezés (ezüstérem)
- Nemes Attila, (Budapest, Fazekas Mihály Gimnázium), 54 pont, 38. helyezés (bronzérem)
- Csonka István, (Pécs, Nagy Lajos Gimnázium), 39 pont, 70. helyezés

21. Halle, NDK (1989) – 105 versenyző
- Somfai Ellák, (Pápa, Petőfi Sándor Gimnázium), 90 pont, 5. helyezés (aranyérem)
- Magyarfalvi Gábor, (Esztergom, Dobó Katalin Gimnázium), 79.5 pont, 28. helyezés (ezüstérem)
- Tuba Imre, (Keszthely, Vajda János Gimnázium), 74.5 pont, 39. helyezés (bronzérem)
- Szabó András, (Kiskunfélegyháza, Móra Ferenc Gimnázium), 71 pont, 50. helyezés (bronzérem)

20. Helsinki, Finnország (1988) – 102 versenyző
- Dobó József, (Sátoraljaújhely, Kossuth Lajos Gimnázium), 80.75 pont, 10. helyezés (aranyérem)
- Dobolyi Árpád, (Budapest, Apáczai Csere János Gimnázium), 69.25 pont, 32. helyezés (ezüstérem)
- Kádár Mihály, (Nyíregyháza, Krúdy Gyula Gimnázium), 67.75 pont, 39. helyezés (bronzérem)
- Somogyi László, (Eger, Szilágyi Erzsébet Gimnázium), 48,25 pont, 80. helyezés

19. Veszprém, Magyarország (1987) – 101 versenyző
- Takács Gábor, (Kecskemét, Katona József Gimnázium), 84.5 pont, 28. helyezés (ezüstérem)
- Kotschy András, (Budapest, Ságvári Endre Gimnázium), 81 pont, 33. helyezés (ezüstérem)
- Dobó József, (Sátoraljaújhely, Kossuth Lajos Gimnázium), 79 pont, 39. helyezés (bronzérem)
- Dobolyi Árpád, (Budapest, Apáczai Csere János Gimnázium), 73 pont, 47. helyezés (bronzérem)

18. Leiden, Hollandia (1986) – 86 versenyző
- Halmos Balázs, (Budapest, Ságvári Endre Gimnázium), 65.20 pont, 26. helyezés (ezüstérem)
- Szamosfalvi Balázs, 62.383 pont, 31. helyezés (bronzérem)
- Tóth Tamás, (Nyíregyháza, Zrínyi Ilona Gimnázium), 62.170 pont, 32. helyezés (bronzérem)
- Csikós Éva,  56.013 pont, 43. helyezés (bronzérem)

17. Pozsony, Csehszlovákia (1985) – 83 versenyző
- Vass Zoltán, (Pécs, Nagy Lajos Gimnázium), 165.5 pont, 26. helyezés (ezüstérem)
- Varga Ernő, (Pécs, Nagy Lajos Gimnázium), 164.5 pont, 28. helyezés (ezüstérem)
- Tóth Tamás, (Nyíregyháza, Zrínyi Ilona Gimnázium), 162.5 pont, 30. helyezés (ezüstérem)
- Halmos Balázs, (Budapest, Ságvári Endre Gimnázium), 155.5 pont, 38. helyezés (bronzérem)

16. Frankfurt am Main, NSZK (1984) – 76 versenyző
- Judik Csaba, (Szeged, Radnóti Miklós Gimnázium), 204 pont, 6. helyezés (aranyérem)
- Németh Sándor, (Szeged, Radnóti Miklós Gimnázium), 193 pont, 10. helyezés (ezüstérem)
- Mikala Gábor, 176 pont, 18. helyezés (ezüstérem)
- Turi László, (Balassagyarmat, Balassi Gimnázium), 176 pont, 18. helyezés (ezüstérem)

15. Temesvár, Románia (1983) – 71 versenyző
- Horváth Dezső, 77.1 pont, 10. helyezés (aranyérem)
- Stirling András, (Budapest, Apáczai Csere János Gimnázium), 75.7 pont, 15. helyezés (ezüstérem)
- Németh Sándor, (Szeged, Radnóti Miklós Gimnázium), 62.2 pont, 27. helyezés (bronzérem)
- Balázs László, Eger, 55.5 pont, 38. helyezés (bronzérem)

14. Stockholm, Svédország (1982) – 68 versenyző
- Hargitai Richárd, (Budapest, Apáczai Csere János Gimnázium), 81.1 pont, 5. helyezés (aranyérem)
- Répási József, (Miskolc, Földes Ferenc Gimnázium), 73.1 pont, 15. helyezés (ezüstérem)
- Nagy Tamás, Székesfehérvár, 57.75 pont, 32. helyezés (bronzérem)
- Balázs László, Eger, 39.8 pont, 56. helyezés

13. Burgasz, Bulgária (1981) – 55 versenyző
- Répási József, (Miskolc, Földes Ferenc Gimnázium), 89.3 pont, 2. helyezés (aranyérem)
- Fekete Zoltán, (Szeged, Ságvári Gimnázium), 80.5 pont, 10. helyezés (ezüstérem)
- Garay Ferenc, 79.1 pont, 13. helyezés (ezüstérem)
- Schweighoffer Tamás, (Pápa, Petőfi Gimnázium), 66.6 pont, 28. helyezés (bronzérem)

12. Linz, Ausztria (1980) – 52 versenyző
- Varga János, (Szeged, Radnóti Miklós Gimnázium), 77 pont, 6. helyezés (aranyérem)
- Böcskei Zsolt, (Győr, Révai Miklós Gimnázium), 74.5 pont, 8. helyezés (ezüstérem)
- Gulyás Erzsébet, (Budapest, Apáczai Csere János Gimnázium), 63.5 pont, 23. helyezés (bronzérem)
- Fekete Zoltán, (Szeged, Ságvári Gimnázium), 57.5 pont, 29. helyezés (bronzérem)

11. Leningrád, Szovjetunió (1979) – 44 versenyző
- Varga János, (Szeged, Radnóti Miklós Gimnázium), 77.5 pont, 11. helyezés (ezüstérem)
- Koncz Csaba, 65.5 pont, 24. helyezés (bronzérem)
- Böcskei Zsolt, (Győr, Révai Miklós Gimnázium), 64.25 pont, 26. helyezés (bronzérem)
- Nagy Noémi, 55.75 pont, 35. helyezés (bronzérem)

10. Toruń, Lengyelország (1978) – 48 versenyző
- Szomor Zoltán, (Pécs, Nagy Lajos Gimnázium), 67.8 pont, 15. helyezés (ezüstérem)
- Botyánszky János, (Eger, Szilágyi Erzsébet Gimnázium), 61.75 pont, 23. helyezés (bronzérem)
- Homonnay Zoltán, (Eger, Gárdonyi Gimnázium), 59 pont, 26. helyezés (bronzérem)
- Lakatos Ágnes, (Pécs, Nagy Lajos Gimnázium), 59 pont, 26. helyezés (bronzérem)

9. Pozsony, Csehszlovákia (1977) – 47 versenyző
- Vass János, (Pécs, Nagy Lajos Gimnázium), 93.25 pont, 7. helyezés (ezüstérem)
- Jankó Tamás, (Győr, Révai Miklós Gimnázium), 93.25 pont, 7. helyezés (ezüstérem)
- Auth Ferenc, (Pécs, Nagy Lajos Gimnázium), 84.25 pont, 16. helyezés (ezüstérem)
- Nagy Károly, (Veszprém, Lovassy László Gimnázium), 70.25 pont, 36. helyezés (bronzérem)

8. Halle, NDK (1976) – 46 versenyző
- Jankó Tamás, (Győr, Révai Miklós Gimnázium), 157 pont, 1. helyezés (első díj)
- Rohonczy János, (Tatabánya, Árpád Gimnázium), 142 pont, 6. helyezés (első díj)
- Csermely Péter, (Budapest, Apáczai Csere János Gimnázium), 133 pont, 12. helyezés (második díj)
- Hórvölgyi Zoltán, 103.5 pont, 30. helyezés (elismerés)

7. Veszprém, Magyarország (1975) – 48 versenyző
- Fekete Tamás, 85 pont, 5. helyezés (második díj)
- Bánhegyi György, 82.5 pont, 6. helyezés (második díj)
- Tari Péter, 76.5 pont, 10. helyezés (harmadik díj)
- Rohonczy János, (Tatabánya, Árpád Gimnázium), 74.5 pont, 13. helyezés (harmadik díj)

6. Bukarest, Románia (1974) – 36 versenyző
- Lendvay Csaba, (Zalaegerszeg, Zrínyi Gimnázium), 76.5 pont, 7. helyezés (harmadik díj)
- Demeter Attila, (Békéscsaba, Rózsa Ferenc Gimn.), 58 pont, 16. helyezés (dicséret)
- Bánhegyi György, Budapest, 56.5 pont, 18. helyezés (dicséret)
- Korányi Tamás, Pécs, 56.5 pont, 18. helyezés (dicséret)

5. Szófia, Bulgária (1973) – 28 versenyző
- Demeter Attila, (Békéscsaba, Rózsa Ferenc Gimn.), 75 pont, 10. helyezés (harmadik díj)
- Lendvay Csaba, (Zalaegerszeg, Zrínyi Gimnázium), 70 pont, 14. helyezés (harmadik díj)
- Korányi Tamás, Pécs, 61 pont, 20. helyezés (dicséret)
- Barcsai Sándor, (Csenger, Ady Endre Gimnázium) 50 pont, 20. helyezés (dicséret)

4. Moszkva, Szovjetunió (1972) – 28 versenyző
- Borlay Tamás, (Veszprém, Lovassy László Gimnázium), 77 pont, 7. helyezés
- Jalsovszky István, (Esztergom, Dobó Katalin Gimnázium), 70.5 pont, 9. helyezés
- Daruházi László, (Budapest, Veres Pálné Gimnázium), 69.5 pont, 10. helyezés
- Kawka László, (Budapest, Radnóti Miklós Gimnázium), 61 pont, 18. helyezés

3. Budapest, Magyarország (1970) – 28 versenyző
- Irinyi György, (Budapest, Veres Pálné Gimnázium)
- Kilár Ferenc, (Pécs, Nagy Lajos Gimnázium)
- Lex László, (Pécs, Nagy Lajos Gimnázium)
- Vértes Ákos, (Budapest, Veres Pálné Gimnázium)

2. Katowice, Lengyelország (1969) – 20 versenyző
- Csutorás László, (Budapest, Jedlik Ányos Gimnázium)
- Ecsery Zoltán, (Budapest, Veres Pálné Gimnázium)
- Pécs Miklós, (Budapest, Veres Pálné Gimnázium)
- Sonkoly Iván, Szeged
- Vincze László, Debrecen

1. Prága, Csehszlovákia (1968) – 18 versenyző
- Fuggerth Endre, (Budapest, Fazekas Mihály Gimnázium), 1. helyezés
- Bajnóczy Gábor, (Budapest, Veres Pálné Gimnázium)
- Deli János, (Budapest, Veres Pálné Gimnázium)
- Szvoboda György, (Budapest, I. István Gimnázium)
- Váradi János
- Zsombok György

## A magyar versenyzők eredményei nevük betűrendi sorrendjében
(A betűk jelentése: A = első díj/aranyérem, E = második díj/ezüstérem, B = harmadik díj/bronzérem, D = dicséret/elismerés, R = résztvevő. Az eredmény fokát jelölő betűk után zárójelben a megfelelő diákolimpiát sorszámmal és évszámmal is megadjuk.)
| Angyal Péter            |  | eredménye(i): |  |  | E (46, 2014)                             |
| Arany Eszter            |  | eredménye(i): |  |  | B (50, 2018)                             |
| Auth Ferenc             |  | eredménye(i): |  |  | E (9, 1977)                              |
| Babcsányi István        |  | eredménye(i): |  |  | B (53, 2021)                             |
| Bajnóczy Gábor          |  | eredménye(i): |  |  | (1, 1968)                                |
| Balázs Bálint           |  | eredménye(i): |  |  | E (39, 2007)                             |
| Balázs László           |  | eredménye(i): |  |  | R (14, 1982), B (15, 1983)               |
| Balogh János            |  | eredménye(i): |  |  | B (34, 2002)                             |
| Bánhegyi György         |  | eredménye(i): |  |  | D (6, 1974), E (7, 1975)                 |
| Barcsai Sándor          |  | eredménye(i): |  |  | D (5, 1973)                              |
| Bartók Albert           |  | eredménye(i): |  |  | E (33, 2001)                             |
| Batki Bálint            |  | eredménye(i): |  |  | B (43, 2011)                             |
| Batki Júlia             |  | eredménye(i): |  |  | E (40, 2008), A (41, 2009)               |
| Bazsó Gábor             |  | eredménye(i): |  |  | B (37, 2005)                             |
| Bein Márton             |  | eredménye(i): |  |  | E (34, 2002)                             |
| Benkő Dávid             |  | eredménye(i): |  |  | E (52, 2020), E (53, 2021)               |
| Berta Dénes             |  | eredménye(i): |  |  | E (44, 2012)                             |
| Biró Artúr              |  | eredménye(i): |  |  | E (57, 2025)                             |
| Bolgár Péter            |  | eredménye(i): |  |  | E (44, 2012), E (45, 2013)               |
| Borlay Tamás            |  | eredménye(i): |  |  | 7. helyezés (4, 1972)                    |
| Borsik Gábor            |  | eredménye(i): |  |  | E (46, 2014)                             |
| Botlik Bence Béla       |  | eredménye(i): |  |  | E (49, 2017), E (50, 2018)               |
| Botyánszky János        |  | eredménye(i): |  |  | B (10, 1978)                             |
| Böcskei Zsolt           |  | eredménye(i): |  |  | B (11, 1979), E (12, 1980)               |
| Bődi András             |  | eredménye(i): |  |  | A (29, 1997)                             |
| Bunkóczi Gábor          |  | eredménye(i): |  |  | E (27, 1995)                             |
| Czakó Áron              |  | eredménye(i): |  |  | B (50, 2018)                             |
| Czakó Gábor             |  | eredménye(i): |  |  | E (31, 1999)                             |
| Czipó Bence             |  | eredménye(i): |  |  | E (45, 2013)                             |
| Csékei Márton           |  | eredménye(i): |  |  | A (30, 1998)                             |
| Csermely Péter          |  | eredménye(i): |  |  | E (8, 1976)                              |
| Csikós Éva              |  | eredménye(i): |  |  | B (18, 1986)                             |
| Csonka István           |  | eredménye(i): |  |  | R (22, 1990)                             |
| Csutorás László         |  | eredménye(i): |  |  | (2, 1969)                                |
| Daruházi László         |  | eredménye(i): |  |  | 10. helyezés (4, 1972)                   |
| Deli János              |  | eredménye(i): |  |  | (1, 1968)                                |
| Demeter Attila          |  | eredménye(i): |  |  | B (5, 1973), D (6, 1974)                 |
| Dobó József             |  | eredménye(i): |  |  | B (19, 1987), A (20, 1988)               |
| Dobolyi Árpád           |  | eredménye(i): |  |  | B (19, 1987), E (20, 1988)               |
| Drahos László           |  | eredménye(i): |  |  | E (23, 1991)                             |
| Ecsery Zoltán           |  | eredménye(i): |  |  | (2, 1969)                                |
| Éger Viktória Bernadett |  | eredménye(i): |  |  | E (56, 2024)                             |
| Elek János              |  | eredménye(i): |  |  | B (57, 2025)                             |
| Erdélyi Kata            |  | eredménye(i): |  |  | B (56, 2024), E (57, 2025)               |
| Fajszi Bulcsú           |  | eredménye(i): |  |  | B (52, 2020)                             |
| Fekete Tamás            |  | eredménye(i): |  |  | E (7, 1975)                              |
| Fekete Zoltán           |  | eredménye(i): |  |  | B (12, 1980), E (13, 1981)               |
| Ficsór István           |  | eredménye(i): |  |  | B (52, 2020)                             |
| Fónagy Tamás            |  | eredménye(i): |  |  | A (25, 1993)                             |
| Forman Ferenc           |  | eredménye(i): |  |  | E (46, 2014)                             |
| Fuggerth Endre          |  | eredménye(i): |  |  | 1. helyezés (1, 1968)                    |
| Garamvölgyi István      |  | eredménye(i): |  |  | B (52, 2020)                             |
| Garay Ferenc            |  | eredménye(i): |  |  | E (13, 1981)                             |
| Gengeliczki Zsolt       |  | eredménye(i): |  |  | A (32, 2000)                             |
| Gerencsér Ákos          |  | eredménye(i): |  |  | E (24, 1992), A (25, 1993)               |
| Gőgh Attila             |  | eredménye(i): |  |  | A (35, 2003), A (36, 2004)               |
| Gulyás Erzsébet         |  | eredménye(i): |  |  | B (12, 1980)                             |
| Halász Gábor            |  | eredménye(i): |  |  | B (37, 2005)                             |
| Halmos Balázs           |  | eredménye(i): |  |  | B (17, 1985), E (18, 1986)               |
| Hargitai Richárd        |  | eredménye(i): |  |  | A (14, 1982)                             |
| Homonnay Zoltán         |  | eredménye(i): |  |  | B (10, 1978)                             |
| Horváth Dezső           |  | eredménye(i): |  |  | A (15, 1983)                             |
| Hórvölgyi Zoltán        |  | eredménye(i): |  |  | D (8, 1976)                              |
| Irinyi György           |  | eredménye(i): |  |  | (3, 1970)                                |
| Jalsovszky István       |  | eredménye(i): |  |  | 9. helyezés (4, 1972)                    |
| Jankó Tamás             |  | eredménye(i): |  |  | A (8, 1976), E (9, 1977)                 |
| Judik Csaba             |  | eredménye(i): |  |  | A (16, 1984)                             |
| Juhász Benedek          |  | eredménye(i): |  |  | B (51, 2019)                             |
| Kádár Mihály            |  | eredménye(i): |  |  | B (20, 1988)                             |
| Kalapos Péter           |  | eredménye(i): |  |  | E (49, 2017)                             |
| Kapdos Ádám             |  | eredménye(i): |  |  | E (51, 2019)                             |
| Katona Dávid            |  | eredménye(i): |  |  | E (41, 2009)                             |
| Kawka László            |  | eredménye(i): |  |  | 18. helyezés (4, 1972)                   |
| Kilár Ferenc            |  | eredménye(i): |  |  | (3, 1970)                                |
| Kis Gergely             |  | eredménye(i): |  |  | E (28, 1996), A (29, 1997)               |
| Kiss Péter              |  | eredménye(i): |  |  | D (35, 2003), A (36, 2004), A (37, 2005) |
| Kóczán György           |  | eredménye(i): |  |  | A (22, 1990)                             |
| Komáromy Dávid          |  | eredménye(i): |  |  | B (35, 2003)                             |
| Koncz Csaba             |  | eredménye(i): |  |  | B (11, 1979)                             |
| Korányi Tamás           |  | eredménye(i): |  |  | D (5, 1973), D (6, 1974)                 |
| Kós Gábor               |  | eredménye(i): |  |  | B (26, 1994)                             |
| Kotschy András          |  | eredménye(i): |  |  | E (19, 1987)                             |
| Kovács Bertalan         |  | eredménye(i): |  |  | E (40, 2008)                             |
| Kovács Dávid Péter      |  | eredménye(i): |  |  | A (47, 2015), E (48, 2016)               |
| Kozák András            |  | eredménye(i): |  |  | B (51, 2019)                             |
| Kőhalmi Dóra            |  | eredménye(i): |  |  | A (30, 1998)                             |
| Kramarics Áron          |  | eredménye(i): |  |  | B (36, 2004)                             |
| Lakatos Ágnes           |  | eredménye(i): |  |  | B (10, 1978)                             |
| Lakatos Szilvia         |  | eredménye(i): |  |  | A (35, 2003)                             |
| Lendvay Csaba           |  | eredménye(i): |  |  | B (5, 1973), B (6, 1974)                 |
| Lente Gábor             |  | eredménye(i): |  |  | E (24, 1992)                             |
| Lex László              |  | eredménye(i): |  |  | (3, 1970)                                |
| Lovas Attila            |  | eredménye(i): |  |  | E (39, 2007)                             |
| Madarász Ádám           |  | eredménye(i): |  |  | E (31, 1999), E (32, 2000)               |
| Magyarfalvi Gábor       |  | eredménye(i): |  |  | E (21, 1989)                             |
| Mátyus Edit             |  | eredménye(i): |  |  | E (32, 2000), E (33, 2001)               |
| Mészáros Bence          |  | eredménye(i): |  |  | E (51, 2019)                             |
| Mikala Gábor            |  | eredménye(i): |  |  | E (16, 1984)                             |
| Molnár Gábor            |  | eredménye(i): |  |  | B (26, 1994)                             |
| Nagy Károly             |  | eredménye(i): |  |  | B (9, 1977)                              |
| Nagy Noémi              |  | eredménye(i): |  |  | B (11, 1979)                             |
| Nagy Péter              |  | eredménye(i): |  |  | B (38, 2006)                             |
| Nagy Tamás              |  | eredménye(i): |  |  | B (14, 1982)                             |
| Nagymáté Emese          |  | eredménye(i): |  |  | B (27, 1995), E (28, 1996)               |
| Najbauer Eszter Éva     |  | eredménye(i): |  |  | A (42, 2010)                             |
| Nemes Attila            |  | eredménye(i): |  |  | B (22, 1990), E (23, 1991)               |
| Nemeskéri Dániel        |  | eredménye(i): |  |  | E (54, 2022), E (55, 2023)               |
| Németh Sándor           |  | eredménye(i): |  |  | B (15, 1983), E (16, 1984)               |
| Pál András              |  | eredménye(i): |  |  | A (31, 1999)                             |
| Pálfi Villő             |  | eredménye(i): |  |  | E (29, 1997), A (30, 1998)               |
| Pálfy Gyula             |  | eredménye(i): |  |  | B (37, 2005), E (38, 2006), A (39, 2007) |
| Papp Marcell Imre       |  | eredménye(i): |  |  | B (54, 2022), E (55, 2023)               |
| Parázs Dávid            |  | eredménye(i): |  |  | B (34, 2002)                             |
| Pécs Miklós             |  | eredménye(i): |  |  | (2, 1969)                                |
| Perényi Attila          |  | eredménye(i): |  |  | B (56, 2024)                             |
| Perez-Lopez Áron        |  | eredménye(i): |  |  | E (47, 2015), E (48, 2016)               |
| Perger Tamás            |  | eredménye(i): |  |  | E (26, 1994)                             |
| Pós Eszter Sarolta      |  | eredménye(i): |  |  | E (43, 2011)                             |
| Pusztai Zoltán          |  | eredménye(i): |  |  | B (30, 1998)                             |
| Répási József           |  | eredménye(i): |  |  | A (13, 1981), E (14, 1982)               |
| Rohonczy János          |  | eredménye(i): |  |  | B (7, 1975), A (8, 1976)                 |
| Rokob András            |  | eredménye(i): |  |  | A (31, 1999), A (32, 2000)               |
| Rosta Edina             |  | eredménye(i): |  |  | E (26, 1994), A (27, 1995)               |
| Sajgó Mátyás            |  | eredménye(i): |  |  | E (49, 2017), A (50, 2018)               |
| Sajósi Benedek          |  | eredménye(i): |  |  | B (53, 2021)                             |
| Sályi Gergő             |  | eredménye(i): |  |  | A (43, 2011), A (44, 2012), A (45, 2013) |
| Sánta Zsuzsa            |  | eredménye(i): |  |  | E (28, 1996)                             |
| Saracco Lucio           |  | eredménye(i): |  |  | E (53, 2021), E (54, 2022)               |
| Sarka János             |  | eredménye(i): |  |  | A (40, 2008)                             |
| Sárkány Lőrinc          |  | eredménye(i): |  |  | B (38, 2006), E (39, 2007)               |
| Schweighoffer Tamás     |  | eredménye(i): |  |  | B (13, 1981)                             |
| Somfai Ellák            |  | eredménye(i): |  |  | A (21, 1989)                             |
| Somlyay Máté            |  | eredménye(i): |  |  | A (42, 2010)                             |
| Somogyi László          |  | eredménye(i): |  |  | R (20, 1988)                             |
| Sonkoly Iván            |  | eredménye(i): |  |  | (2, 1969)                                |
| Stenczel Tamás Károly   |  | eredménye(i): |  |  | B (47, 2015), E (48, 2016)               |
| Stirling András         |  | eredménye(i): |  |  | E (15, 1983)                             |
| Sütö Péter              |  | eredménye(i): |  |  | B (46, 2014)                             |
| Sveiczer Attila         |  | eredménye(i): |  |  | E (42, 2010), E (43, 2011)               |
| Szabó András            |  | eredménye(i): |  |  | B (21, 1989)                             |
| Szabó Márton            |  | eredménye(i): |  |  | E (54, 2022), A (55, 2023)               |
| Szakács Zoltán          |  | eredménye(i): |  |  | B (25, 1993)                             |
| Szalay Zsófia           |  | eredménye(i): |  |  | A (34, 2002)                             |
| Szamosfalvi Balázs      |  | eredménye(i): |  |  | B (18, 1986)                             |
| Székely Eszter          |  | eredménye(i): |  |  | A (45, 2013)                             |
| Szekeres Zsolt          |  | eredménye(i): |  |  | B (27, 1995)                             |
| Szigetvári Áron         |  | eredménye(i): |  |  | E (42, 2010)                             |
| Sziklai Gábor           |  | eredménye(i): |  |  | E (23, 1991), E (24, 1992)               |
| Szita István            |  | eredménye(i): |  |  | E (28, 1996), B (29, 1997)               |
| Szomor Zoltán           |  | eredménye(i): |  |  | E (10, 1978)                             |
| Sztáray Bálint          |  | eredménye(i): |  |  | A (24, 1992)                             |
| Szvoboda György         |  | eredménye(i): |  |  | (1, 1968)                                |
| Takács Gábor            |  | eredménye(i): |  |  | E (19, 1987)                             |
| Tarczay György          |  | eredménye(i): |  |  | B (25, 1993)                             |
| Tari Péter              |  | eredménye(i): |  |  | B (7, 1975)                              |
| Toka László             |  | eredménye(i): |  |  | B (33, 2001)                             |
| Tóth Tamás              |  | eredménye(i): |  |  | E (17, 1985), B (18, 1986)               |
| Tuba Imre               |  | eredménye(i): |  |  | B (21, 1989)                             |
| Turi László             |  | eredménye(i): |  |  | E (16, 1984)                             |
| Turi Soma               |  | eredménye(i): |  |  | E (48, 2016), E (49, 2017)               |
| Váradi János            |  | eredménye(i): |  |  | (1, 1968)                                |
| Varga Ernő              |  | eredménye(i): |  |  | E (17, 1985)                             |
| Varga János             |  | eredménye(i): |  |  | E (11, 1979), A (12, 1980)               |
| Varga Szilárd           |  | eredménye(i): |  |  | E (33, 2001)                             |
| Vass János              |  | eredménye(i): |  |  | E (9, 1977)                              |
| Vass Márton             |  | eredménye(i): |  |  | E (36, 2004), E (38, 2006)               |
| Vass Zoltán             |  | eredménye(i): |  |  | E (17, 1985)                             |
| Vértes Ákos             |  | eredménye(i): |  |  | (3, 1970)                                |
| Viczián Dániel          |  | eredménye(i): |  |  | E (55, 2023)                             |
| Viczkó Csaba            |  | eredménye(i): |  |  | E (56, 2024), E (57, 2025)               |
| Vincze László           |  | eredménye(i): |  |  | (2, 1969)                                |
| Virág István            |  | eredménye(i): |  |  | E (22, 1990), A (23, 1991)               |
| Vörös Tamás             |  | eredménye(i): |  |  | E (40, 2008), B (41, 2009)               |
| Vörös Zoltán János      |  | eredménye(i): |  |  | R (47, 2015)                             |
| Zwillinger Márton       |  | eredménye(i): |  |  | E (44, 2012)                             |
| Zsombok György          |  | eredménye(i): |  |  | (1, 1968)                                |
| Zsótér Soma             |  | eredménye(i): |  |  | E (41, 2009)                             |